# Landingsmonument (Vlissingen)

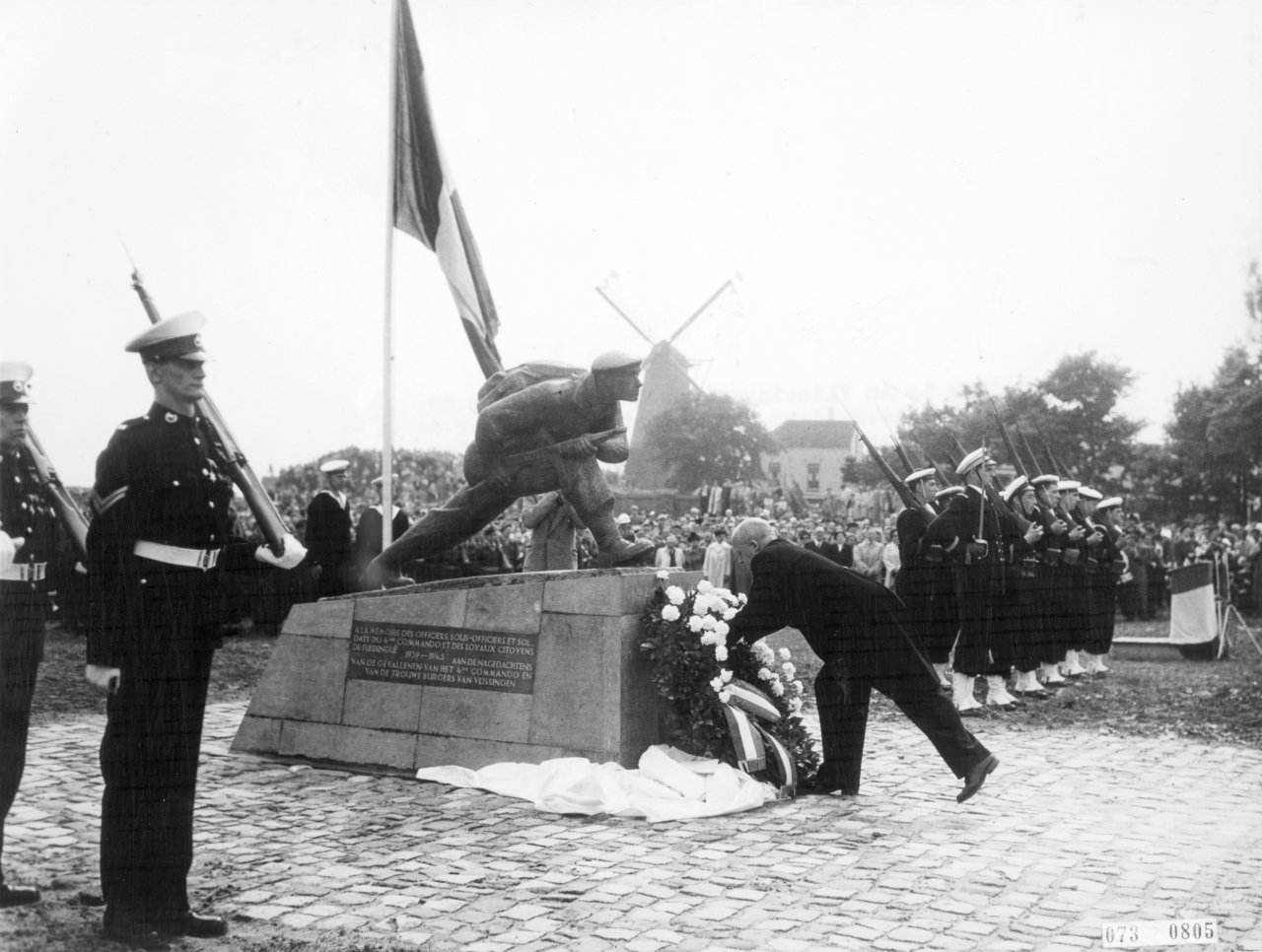
Onthulling van het monument (31 mei 1952)

Het Landingsmonument aan de Commandoweg in Vlissingen, in de Nederlandse provincie Zeeland, herinnert aan de amfibische landing van Britse, Nederlandse en Franse commando's van het No. 4 Commando op 1 november 1944. Naast het Landingsmonument staat het monument van de 52e Lowland Division.

## Totstandkoming van het landingsmonument
Het Nationaal Monument voor de 4e Commando Brigade, zoals het Landingsmonument officieel heet, is tot stand gekomen op initiatief van Britse oud-commando's. Op verzoek van de initiatiefnemers bestaat het monument uit een beeld van een aanvallende commando. Het is ontworpen door beeldhouwer Titus Leeser. Hij vervaardigde het in brons uitgevoerde beeld in 1952 in zijn atelier in Ommen. Het monument is onthuld op 31 mei 1952 door de minister van Oorlog, ir. C. Staf. Bij deze gelegenheid marcheerden 250 oud-strijders door de straten van Vlissingen.
De sokkel is aan drie kanten van een tekst voorzien. Aan de voorkant staat de tekst: 'No 4 Commando'. Aan de zijkanten zijn plaquettes aangebracht met teksten in het Nederlands, Engels en Frans.
Op de linkerplaquette de tekst:
In memory of all ranks of nr. 4 commando who fell during the war 1939-1945
and to the local citizens of Flushing who were killed during the occupation and
at the hour of their liberation.
Op de rechterplaquette de teksten:
A la mémoire des officiers, sous-officiers et soldats du 4me commando et des loyaux citoyens de Flessengue 1939-1945
en
Aan de nagedachtenis van de gevallenen van het 4de commando en van de trouwe burgers van Vlissingen.
Op 3 november 1952 werd voor het eerst in bijzijn van oud-strijders de bevrijding van Vlissingen herdacht bij het Landingsmonument.

## Herdenkingssteen 52 Lowland Division
Naast het Landingsmonument staat een herdenkingssteen ter nagedachtenis van de 52 Lowland Division. Het monument stond aanvankelijk op het Oranjebolwerk bij de Oranjemolen en is op 3 augustus 1946 onthuld door majoor-generaal E. Hakewill-Smith. Toen in 1952 het Landingsmonument op het grasveld achter de dijk is geplaatst, is ook de gedenksteen van de 52 Lowland Division hiernaartoe verhuisd.
De steen is voorzien van een bronzen gedenkplaat met de tekst:
'52 Lowland Division
landde hier uit Breskens
op 1 nov. 1944
om het eiland te bevrijden.

en
'52 Lowland Division
landed here from Breskens
on 1 Nov. 1944
to liberate the island.

## Operatie Infatuate I

Landingsplaats bij eb. Foto: Zeeuws maritiem muZEEum.

De amfibische landing in Vlissingen werd door de geallieerde troepen aangeduid als 'Operatie Infatuate I' die deel uitmaakte van de 'Operatie Infatuate' die als doel had het eiland Walcheren te bevrijden. Op 31 oktober 1944 landden Canadese troepen op Zuid-Beveland. Operatie Infatuate I begon in de vroege morgen van 1 november 1944 vanuit de haven van Breskens die sinds 20 oktober 1944 in geallieerde handen was. Om kwart voor vijf 's morgens verlieten de eerste landingsschepen de Breskense haven. Tegelijkertijd werd vanuit Breskens een inleidende artilleriebeschieting op de Duitse stellingen in Vlissingen. Na de landing van een kleine verkenningseenheid landde de eerste aanvalsgolf rond 6:35 uur op het strandje bij de Oranjemolen in Vlissingen dat werd aangeduid als 'Uncle Beach'. De aanval op Vlissingen werd uitgevoerd door commando's van het Britse No. 4 Commando waaronder ook Franse en Nederlandse militairen (No 2 (Dutch) Troop). De troepen stonden onder bevel van luitenant-kolonel Robert Dawson.

## Verplaatsing naar herdenkingsgebied

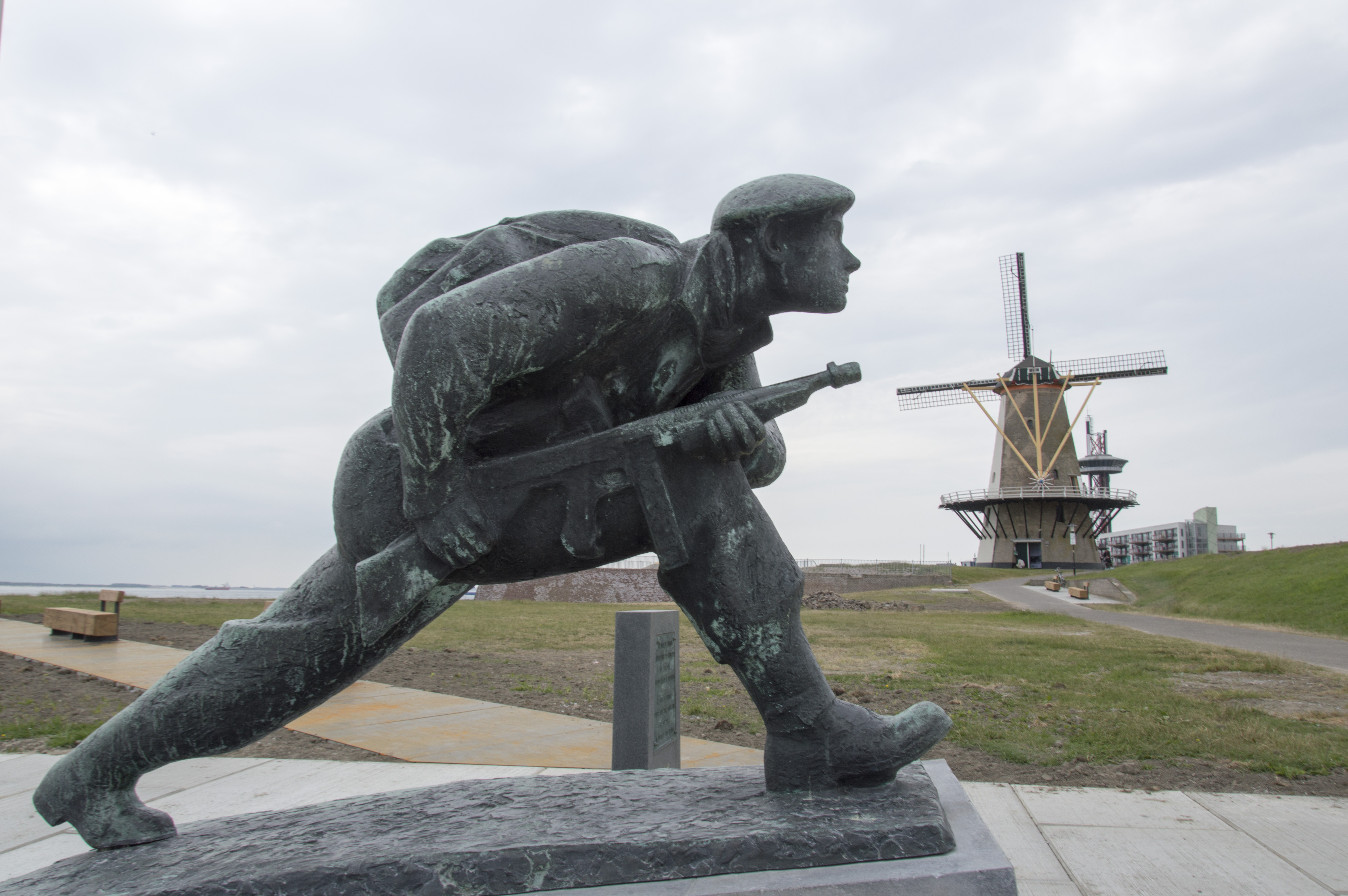
Monument voor de 4e Commando op de nieuwe plek naast de Oranjemolen

Het college besloot eind 2011 te participeren in het Interreg-project ‘WWII-heritage’. Het monument en de gedenksteen zijn in 2014 met financiële steun uit dit project verplaatst naar de buitenkant van de dijk, waar een herdenkingsgebied is ingericht. Het hele herdenkingsgebied valt onder dit project. Op de plek waar nu het landingsmonument staat, lag vroeger de Slijkhaven, de plek waar de commando's in 1944 zijn geland. Buurtbewoners protesteerden lange tijd tegen de verplaatsing. Maar volgens de gemeente Vlissingen was het altijd al de bedoeling dat het monument op die plek kwam, maar kon dat in de jaren vijftig niet, toen het beeld werd onthuld.
Op de huidige plek komt het oorspronkelijke idee van de kunstenaar tot zijn recht doordat de afgebeelde commando nu de dijk bestormt. Op de oude plek van het monument is een plaquette geplaatst met inscriptie en een gedicht door Patrick Churchill:

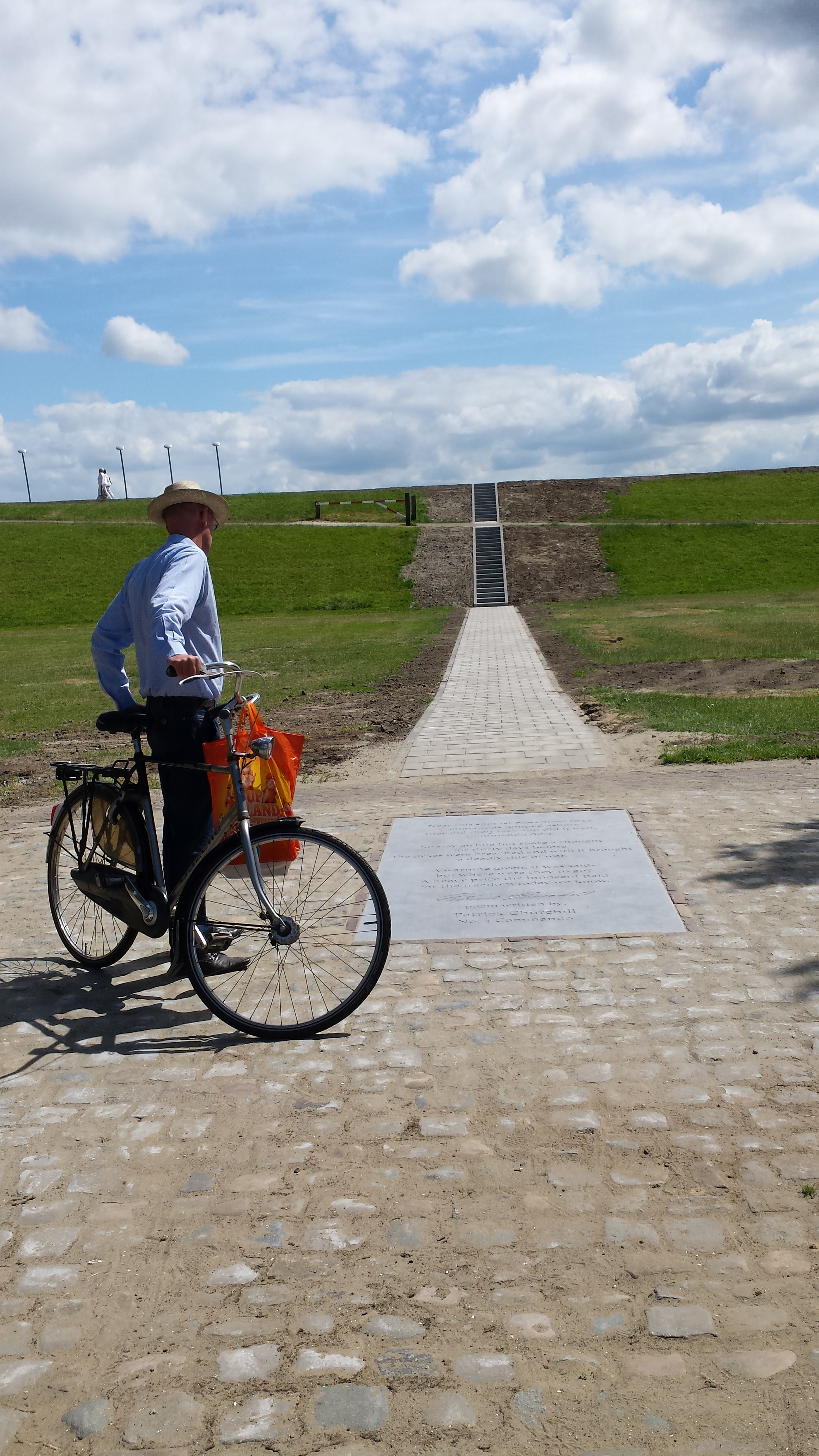
Plaquette met gedicht van Churchill op de plaats waar oorspronkelijk het monument voor de 4e Commando heeft gestaan in Vlissingen. De trap op de dijk leidt naar de nieuwe plek.

Near this spot 1st November 1944
Commandos jumped ashore
they did their task and did it well,
Commando no4.

So stav awhile but spare a thought
for thirty days before,
the dykes were breached and with it brought
a deadly tide of war.

A warning given, it was said-
but where were to go?
A heavy price the innocent paid
for the freedom today we know.

Patrick Churchill
No4 Commando
Naast het landingsmonument is in de Oranjemolen een permanente tentoonstelling ingericht over de gevolgen van WOII voor de bezetter, de bevrijder en de bevolking. Er zijn films en foto’s en de ooggetuigen van toen vertellen nu hun verhaal. De tentoonstelling in de Oranjemolen is onderdeel van het Zeeuws maritiem muZEEum.